# Monteagudo Airport
Monteagudo Airport är en flygplats i Bolivia.   Den ligger i departementet Chuquisaca, i den centrala delen av landet, 160 km sydost om huvudstaden Sucre. Monteagudo Airport ligger 1 112 meter över havet.
Terrängen runt Monteagudo Airport är kuperad åt nordväst, men åt sydost är den platt. Monteagudo Airport ligger nere i en dal. Runt Monteagudo Airport är det mycket glesbefolkat, med 6 invånare per kvadratkilometer.. Närmaste större samhälle är Monteagudo, 3,1 km norr om Monteagudo Airport.
Omgivningarna runt Monteagudo Airport är huvudsakligen savann.